# NGC 1447
NGC 1447 est une vaste galaxie lenticulaire relativement éloignée et située dans la constellation de l'Éridan. NGC 1447 a été découverte par l'astronome américain Francis Leavenworth en 1886.

## Caractéristiques
Sa vitesse par rapport au fond diffus cosmologique est de 9 848 ± 46 km/s, ce qui correspond à une distance de Hubble de 145 ± 10 Mpc (∼473 millions d'al).
À ce jour, une mesure non basée sur le décalage vers le rouge (redshift) donne une distance d'environ 121,500 Mpc (∼396 millions d'al). Cette valeur est légèrement à l'extérieur des valeurs de la distance de Hubble. Notons cependant que c'est avec la valeur moyenne des mesures indépendantes, lorsqu'elles existent, que la base de données NASA/IPAC calcule le diamètre d'une galaxie et qu'en conséquence le diamètre de NGC 1447 pourrait être d'environ 64,6 kpc (∼211 000 al) si on utilisait la distance de Hubble pour le calculer.